# Stephen Stills
Stephen Arthur Stills (Dallas, 3 de janeiro de 1945) é um cantor, guitarrista e compositor dos Estados Unidos da América, conhecido por seu trabalho com as bandas Buffalo Springfield e Crosby, Stills, Nash & Young. Em 2003, a revista Rolling Stone o classificou na 47º posição na Lista dos 100 melhores guitarristas de sempre.

## Discografia
- They Call Us Au Go Go Singers (com The Au Go Go Singers) (Roulette, 1964)
- Super Session (com Al Kooper e Mike Bloomfield) (Columbia, 1968)
- Stephen Stills (Atlantic, 1970)
- Stephen Stills 2 (Atlantic, 1971)
- Manassas (com Manassas) (Atlantic, 1972)
- Down The Road (com Manassas) (Atlantic, 1973)
- Stills (Columbia, 1975)
- Stephen Stills Live (Atlantic, 1975)
- Still Stills: The Best of Stephen Stills (Atlantic, 1976)
- Illegal Stills (Columbia, 1976)
- Long May You Run (com Neil Young) (Reprise, 1976)
- Thoroughfare Gap (Columbia, 1978)
- Right By You (Atlantic, 1984)
- Stills Alone (Vision, 1991)
- Turnin' Back The Pages (Raven, 2003)
- Man Alive! (Titan/Pyramid, 2005)
- Just Roll Tape (Rhino, 2007)

## Composições notáveis
- For What It's Worth - com Buffalo Springfield
- Go and Say Goodbye - com Buffalo Springfield
- Suite: Judy Blue Eyes - com Crosby Stills & Nash
- Love The One You're With